# Eurytoma calcarea
Eurytoma calcarea är en stekelart som beskrevs av Bugbee 1951. Eurytoma calcarea ingår i släktet Eurytoma och familjen kragglanssteklar. Inga underarter finns listade i Catalogue of Life.